# 拉韦里耶尔 (瓦兹省)
拉韦里耶尔（法語：Laverrière，法語發音：[lavɛʁjɛʁ]）是法国瓦兹省的一个市镇，属于博韦区。

## 地理
拉韦里耶尔（49°41'14"N, 2°0'43"E）面积3.74 平方千米，位于法国上法蘭西大區瓦兹省，该省份为法国北部内陆省份，北起索姆省，西接厄尔省和滨海塞纳省，南至塞纳-马恩省和瓦兹河谷省，东临埃纳省。
与拉韦里耶尔接壤的市镇（或旧市镇、城区）包括：达尔日、奥富瓦、索默勒。

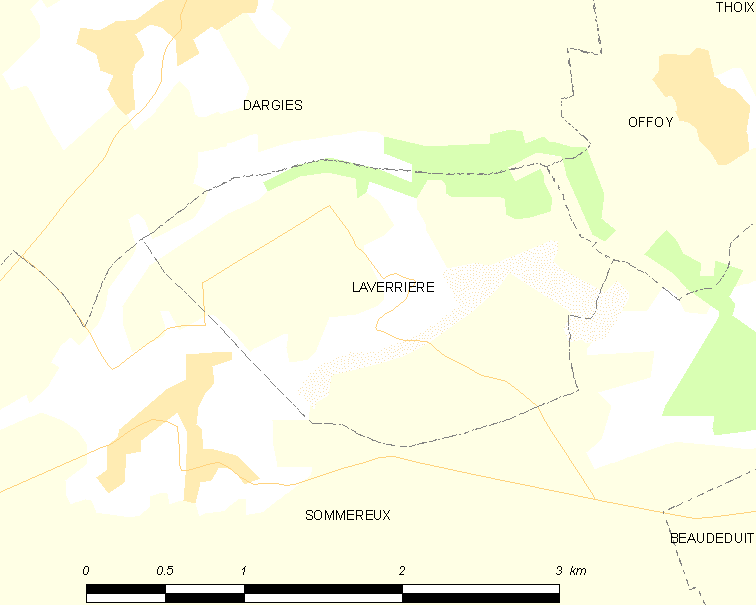
的OSM定位图

拉韦里耶尔的时区为UTC+01:00、UTC+02:00（夏令时）。

## 行政
拉韦里耶尔的邮政编码为60210，INSEE市镇编码为60354。

## 政治
拉韦里耶尔所属的省级选区为格朗维利耶县。

## 人口

1962-2008年间人口变化图示

拉韦里耶尔于2022年1月1日时的人口数量为28人。